# Perlebandet
Perlebandet är en kulle i Antarktis. Den ligger i Östantarktis. Norge gör anspråk på området. Toppen på Perlebandet är 1 295 meter över havet.
Terrängen runt Perlebandet är platt. Trakten är obefolkad. Det finns inga samhällen i närheten.